# Semantisch veld
Met één bepaald semantisch veld, lexicaal veld of woordveld wordt in de woordsemantiek het verschijnsel dat verschillende lexemen in dezelfde context qua betekenis een zekere correlatie hebben en elkaar tot op een bepaalde hoogte definiëren hoewel ze niet synoniem zijn bedoeld. De betekenis van een lexeem hangt gedeeltelijk af van zijn relatie tot de betekenis van een ander woord binnen hetzelfde semantische veld. Vaak is er sprake van een ontbrekend hyperoniem. Voorbeelden van verschillende lexemen binnen hetzelfde semantische veld zijn tak, blad en stronk, met als hyperoniem boom. 
Bij een metafoor worden de semantische relaties volgens Eva Kittay opnieuw gerangschikt, zodat ze samenvallen met vaste relaties binnen een ander semantisch veld. 

## Geschiedenis
Over het algemeen wordt aangenomen dat de woordveldtheorie waarvan het begrip "woordveld" (Duits Wortfeld) is afgeleid in de jaren 30 van de 20e eeuw is ontwikkeld door Jost Trier, maar volgens John Lyons was deze theorie al eerder bedacht door Wilhelm von Humboldt en Johann Gottfried von Herder. Lyons benadrukte tevens het verschil met een semantisch netwerk.